# Erica albospicata
Erica albospicata är en ljungväxtart som beskrevs av O.M. Hilliard och B.L. Burtt. Erica albospicata ingår i släktet klockljungssläktet, och familjen ljungväxter. Inga underarter finns listade i Catalogue of Life.